# クラーク郡 (ミシシッピ州)
クラーク郡（英: Clarke County）は、アメリカ合衆国ミシシッピ州の東部に位置する郡である。2010年国勢調査での人口は16,732人であり、2000年の17,955人から6.8%減少した。郡庁所在地はクィットマン市（人口2,323人）であり、同郡で人口最大の都市でもある。郡名はミシシッピ州初代書記官かつ判事だったジョシュア・G・クラークに因んで名付けられた。
クラーク郡はメリディアン小都市圏に属している。

## 地理
アメリカ合衆国国勢調査局に拠れば、郡域全面積は693.41平方マイル (1,795.9 km2)であり、このうち陸地691.27平方マイル (1,790.4 km2)、水域は2.14平方マイル (5.5 km2)で水域率は0.31%である。

### 主要高規格道路
- 州間高速道路59号線
- アメリカ国道11号線
- アメリカ国道45号線
- ミシシッピ州道18号線

### 隣接する郡
- ローダーデール郡 - 北
- チョクトー郡 (アラバマ州) - 東
- ウェイン郡 - 南
- ジャスパー郡 - 西

## 人口動態
以下は2000年の国勢調査による人口統計データである。
| 基礎データ - 人口: 17,955人 - 世帯数: 6,978 世帯 - 家族数: 5,024 家族 - 人口密度: 10人/km2（26人/mi2） - 住居数: 8,100軒 - 住居密度: 5軒/km2（12軒/mi2） 人種別人口構成 - 白人: 64.49% - アフリカン・アメリカン: 34.81% - ネイティブ・アメリカン: 0.11% - アジア人: 0.11% - 太平洋諸島系: 0.01% - その他の人種: 0.17% - 混血: 0.30% - ヒスパニック・ラテン系: 0.67% | 年齢別人口構成 - 18歳未満: 26.8% - 18-24歳: 8.6% - 25-44歳: 26.7% - 45-64歳: 22.8% - 65歳以上: 15.1% - 年齢の中央値: 37歳 - 性比（女性100人あたり男性の人口） - 総人口: 91.3 - 18歳以上: 87.1 世帯と家族（対世帯数） - 18歳未満の子供がいる: 33.2% - 結婚・同居している夫婦: 52.0% - 未婚・離婚・死別女性が世帯主: 15.9% - 非家族世帯: 28.0% - 単身世帯: 25.5% - 65歳以上の老人1人暮らし: 11.8% - 平均構成人数 - 世帯: 2.55人 - 家族: 3.06人 | 収入と家計 - 収入の中央値 - 世帯: 26,610米ドル - 家族: 33,396米ドル - 性別 - 男性: 27,580米ドル - 女性: 19,402米ドル - 人口1人あたり収入: 14,288米ドル - 貧困線以下 - 対人口: 23.0% - 対家族数: 18.8% - 18歳未満: 32.5% - 65歳以上: 24.1% |

## 都市と町

### 都市
- クィットマン - 郡庁所在地

### 町
- エンタープライズ
- パシュータ
- シュブタ
- ストーンウォール

### 未編入の町
- デソト